# Ayaka
Iida Ayaka (飯田 絢香 Phạn Điền Huyến Hương) là một nữ ca sĩ người Nhật Bản. Cô sinh ngày 18 tháng 12 năm 1987 tại Moriguchi, Osaka, Nhật Bản, lên Tokyo và bắt đầu sự nghiệp nghệ thuật từ năm 2006. Với ca khúc Mikazuki, cô đã nhận được giải thưởng Nihon Yūsen Taishō và giải thưởng Nihon Recōdo Taishō dành cho nghệ sĩ mới ưu tú nhất trong năm. Cô kết hôn với diễn viên Mizushima Hiro vào ngày 22/2/2009.

## 2006
tháng 1 năm 2006, Ayaka thu âm ca khúc I believe cho phim Rondo của Nhật. Đĩa đơn bản đầy đủ ban đầu phát hành dưới dạng download và trở thành một trong những bài hát đạt con số 1 triệu lượt tải nhanh nhất cũng như trở thành đĩa đơn đầu tay của một nữ ca sĩ được tải nhiều thứ 3 trong lịch sử âm nhạc Nhật Bản.
Ngày 17/5/2006, Ayaka phát hành đĩa đơn thứ hai của mình: Melody: Sounds Real. Đĩa đơn xếp hạng 14 trên Oricon charts và bán được 24.466 bản.
Real voice - đĩa đơn thứ ba của Ayaka, ra mắt ngày 19/7, được chọn làm nhạc kết phim cho bộ phim Nhật Suppli. Blue days - B-side của Melody: Sounds real cũng được dùng làm nhạc nền cho bộ phim này. Đĩa đơn tiêu thụ được hơn 50.000 bản.
Sau Real voice, Ayaka dự định sẽ ra album đầu tay First Message, tuy nhiên kế hoạch này lại được thay thế bởi đĩa đơn thứ tư - Mikazuki. Mikazuki đã đạt được thứ hạng cao nhất trên Oricon charts, bán hơn 40.000 bản tuần đầu và con số này nhanh chóng nâng lên 300.000 bản.
Ngày 1/11/2006, Ayaka chính thức phát hành Album đầu tiên của mình: First Message. Ngay tuần đầu tiên, Album đã bán được 350.580 bản, xếp hạng 1 và trở thành Album đầu tay của một nữ ca sĩ bán chạy nhất trong 7 năm. Trong bốn tuần đầu ra mắt, Album liên tục giữ vị trí thứ nhất hoặc thứ hai, và trở thành Album bán chạy thứ 13 trong năm 2006, sau đó phá mức 1.000.000 bản.

## 2007
Ngày 28/2/2007, Winding Road - đĩa đơn với sự tham gia của Ayaka được phát hành. Bài hát này là sự hợp tác giữa cô và bộ đôi nổi tiếng Kobukuro, được sử dụng để quảng cáo cho một dòng xe hơi mới. Đĩa đơn đạt vị trí thứ 2 trên Oricon charts.
Đĩa đơn thứ năm của Ayaka - Jewelry Day ra mắt ngày 4/7/2007, đạt vị trí thứ 2 và bán khá chạy: 73.290 bản. Jewelry Day được chọn làm nhạc kết cho bộ phim Last Love (cũng ra mắt trong tháng 7) và được Ayaka biểu diễn cùng nhiều bài hát khác trong Live Earth Nhật Bản vào ngày 7/7/2007.
Vào ngày 5/9, Ayaka phát hành đĩa đơn tiếp theo của mình, Clap & Love/Why. Bài Why được chọn làm nhạc nền cho PSP game Crisis Core: Final Fantasy VII. 
Tháng 11/2007, Ayaka phát hành đĩa nhạc số đầu tiên của mình For Today. Cuối năm 2007, Ayaka biểu diễn Peace loving people tại chương trình âm nhạc hàng năm Kōuhaku Uta Gassen (Đại chiến Hồng Bạch) lần thứ 58.
Trong bảng xếp hạng Album của năm 2007, Album First Message vẫn tiếp tục trụ lại bảng xếp hạng 30, giữ vị trí 22.

## 2008
Ngày 29/2, buổi biểu diễn đầu tiên cùng với các ngôi sao khác của Ayaka: Power of Music, với sự tham gia của nhiều nghệ sĩ nổi tiếng như Kobukuro, Hirahara Ayaka,... được tổ chức. Ngày 5/3, đĩa đơn thứ 7 được phát hành: Te o Tsunagō / Ai o Utaō. Đây một là đĩa đơn đôi với bài hát đầu tiên Te o Tsunagō được dùng làm nhạc cho anime Đôrêmon: Nôbita và truyền thuyết người khổng lồ xanh (Nobita and the Green Giant Legend). Bài còn lại là bài chủ đề cho quảng cáo Beauté de Kosé's "Esprique Precious".
Đĩa đơn thứ hai của năm 2008, Okaeri, là đĩa đơn trở thành nhạc phim tiếp theo của Ayaka. Okaeri được chọn làm nhạc chủ đề cho bộ phim Bạn trai hoàn hảo (Zetttai Kareshi), và cô cũng tham gia một cuộc phỏng vấn về phim cùng với Hiro Mizushima - nam diễn viên tham gia vào bộ phim này. Cô hát bài này trong chương trình Kōuhaku Uta Gassen lần thứ 59.
Ngày 25/6/2008, Album thứ hai của Ayaka được phát hành: Sing to the Sky. Album này cũng rất thành công, xếp thứ 2 trên Oricon charts, xếp thứ 15 trên bảng Album của năm, tiêu thụ 614.298 bản. 
Anata to ra mắt ngày 24/9, là đĩa đơn hợp tác thứ 2 giữa Kobukuro và Ayaka.

## 2009
Ngày 22/2/2009, Ayaka kết hôn với diễn viên Hiro Mizushima. Ngày 2/4, trong cuộc họp báo thông báo chuyện kết hôn, Ayaka cho biết mình mắc phải chứng Bướu cường giáp và căn bệnh ngày càng nặng thêm. Cô quyết định sẽ tiếp tục công việc ca hát tới hết năm 2009, sau đó sẽ tạm dừng hoạt động nghệ thuật để tập trung cho việc trị bệnh.
Ngày 22/2, Ayaka ra mắt đĩa đôi Yume wo Mikata ni / Koikogarete Mita Yume. Bài hát Koikogarete Mita Yume được chọn làm nhạc kết cho anime "Cross game". Đây là lần thứ 2 cô hát nhạc anime. 
Đĩa đơn cuối cùng trước khi ngừng hát của cô: Minna Sora no Shita được ra mắt ngày 8/7.
Ngày 23/9, Album tổng hợp đầu tiên của Ayaka được phát hành: Ayaka's History 2006–2009, với hai đĩa: đĩa thứ nhất gồm toàn bộ các bài hát chính trong các đĩa đơn của cô, còn đĩa thứ hai là tuyển tập những bài được chọn bởi người hâm mộ. Ngay tuần đầu phát hành, khoảng 350.000 bản được bán ra, khiến Ayaka trở thành nữ ca sĩ có Album bán chạy nhất trong tuần đầu tiên của năm 2009. Album vẫn tiếp tục giữ vị trí thứ nhất trong tuần tiếp theo, ở trong top 10 nhiều tuần sau đó, cho thấy sức hút của Album tổng hợp này. Như vậy, chỉ sau một tháng rưỡi phát hành, Album đã phá mức 1.000.000 bản, và đây cũng là album duy nhất của một nghệ sĩ solo vượt qua con số 1 triệu bản trong năm 2009.
Trong năm 2009, Mikazuki - đĩa đơn thứ 4 - đã được chọn làm nhạc cho một bộ phim của TBS.

## Giải thưởng
- Audience Request Award (39th Yusen Taisho ngày 16/12/2006)
- Best New Artist (48th Japan Record Awards ngày 30/12/2006)
- Gold Artist Award(49th Japan Record Awards 12/30/2007)
- Gold Artist Award (2008 Best Hit Kayousai)
- Best Artist Award (Japan NTV Awards 12/16/2008)

## Đĩa nhạc

### Đĩa đơn
| Thứ tự | Tên đĩa                                                                                             | Tiêu thụ    |
| ------ | --------------------------------------------------------------------------------------------------- | ----------- |
| 1      | I believe - Ngày phát hành: 01.02.2006 - #3 bảng xếp hạng Oricon Top 200 Weakly                     | 236.421 bản |
| 2      | Melody ~ Sounds real ~ - Ngày phát hành: 17.05.2006 - #14 bảng xếp hạng Oricon Top 200 Weakly       | 24.466 bản  |
| 3      | Real voice - Ngày phát hành: 19.06.2006 - #11 bảng xếp hạng Oricon Top 200 Weakly                   | 51.121 bản  |
| 4      | Mikazuki - Ngày phát hành: 27.09.2006 - #1 bảng xếp hạng Oricon Top 200 Weakly                      | 283.500 bản |
| 5      | Winding road (feat. Kobukuro) - Ngày phát hành: 28.02.2007 - #2 bảng xếp hạng Oricon Top 200 Weakly | 358.731 bản |
| 6      | Jewelry day - Ngày phát hành: 4 tháng 6.2007 - #2 bảng xếp hạng Oricon Top 200 Weakly               | 73.290 bản  |

### Album
| # | Tên đĩa                                                                              | Tiêu thụ  |
| - | ------------------------------------------------------------------------------------ | --------- |
| 1 | First Message - Ngày phát hành: 01.11.2006 - # 1 bảng xếp hạng Oricon Top 200 Weakly | 1.199.086 |

| # | Tên đĩa | Tiêu thụ |
| - | --- | -------- |
| 2 | Sing to the Sky - Ngày phát hành: 25.6.2008 - # 2 bảng xếp hạng Oricon Top 200 Weakly,# 15 bảng xếp hạng Oricon Top 100 Yearly 2008 | 614.298  |